# San Nicola dell'Alto
San Nicola dell'Alto là một thành phố và cộng đồng (comune) thủ phủ tỉnh Crotone trong vùng Calabriao miền bắc nước Ý.
Đô thị San Nicola dell'Alto có diện tích 7,8 kilômét vuông, dân số thời điểm năm 1 tháng 1 năm 2018 là 1.105 người.